# Вадское
Ва́дское (варианты: Вад, Мордо́вское) — озеро в селе Вад, Вадского района Нижегородской области. Находится в русле реки Вадок (приток Пьяны), которая перед впадением в озеро уходит под землю. Озеро принадлежит бассейну Волги. Ближайший город, Арзамас, расположен в 30 километрах к юго-западу от озера. В село Вад из Арзамаса ведёт автодорога.
Двойное название (Вадское или Мордовское) озера связано с тем, что в XIX веке на северном берегу озера стояла деревня Мордовская, а на южном — селение Вад. Ныне же эти два населённых пункта объединились и носят название «Вад», которое произошло от мордовского «вадь» — вода.
Вадское обязано своим происхождением карстовым процессам в толще пермских гипсов и имеет своеобразный гидрологический режим. Водоём вместе с карстовыми воронками отнесён к памятникам природы.
Упоминание об озере можно найти в конце XVIII века у первых исследователей природы Нижегородского края: его наблюдали И. И. Лепёхин (1771), П. С. Паллас (1768), И. Г. Георги (1775). Как феномен нижегородских ландшафтов оно подробно описано в трудах докучаевской экспедиции «Материалы к оценке земель Нижегородской губернии».

## Гидрология
За прошедшие 130 лет размеры озера увеличились практически вдвое, с, примерно, 1000 метров в длину и 300 метров в ширину. В настоящий момент длина водоёма около 1750 м, ширина у плотины — 600 м, площадь водного зеркала 0,56 км². Своим современным размером озеро обязано плотинам: изначально Вадок был перегорожен монастырской плотиной, которая была разрушена; в 1938 году земляная плотина была восстановлена, а в 1967 году — перестроена, по её гребню проложена асфальтовая дорога. Площадь водосборного бассейна — 397 км².
Температура воды у источника зимой и летом практически постоянна и составляет 4-6 °C.
Глубина озера не превышает 3-5 метров, что типично для равнинных озёр, если не считать места провала, глубина в котором достигает 15 метров. При этом глубина в прилегающем гроте намного больше. Дно илистое.
С юга в озеро впадает речка Ватьма.
Состав воды: сульфатно-кальциевый.
| Дата              | SO4 | HCO3  | Cl  | Ca    | Mg   | Na   | Общая минерализация, мг/л |
| ----------------- | --- | ----- | --- | ----- | ---- | ---- | ------------------------- |
| 30 июня 1933 года | 694 | 324,2 | 3,5 | 324,0 | 35,2 | 17,9 | 1402,1                    |

Озеро питается мощными восходящими карстовыми источниками, из «во́клины» интенсивно бьёт струя воды. В XIX веке было два источника, однако к началу XXI века остался только один, второй выход закрылся. Зимой вода над воклинами не замерзала. Сильный напор струи подземной воды создавал впечатление выпуклой линзы над поверхностью озера. Интенсивное течение распространялось от воклины на расстояние 15-20 метров и чётко прослеживалась граница между прозрачной водой из карстовой воронки и мутноватой с растительными остатками водой озера. Прозрачность воды по этой причине колебалась от 1,5-2 метров на поверхности озера до 50 метров в пещере.
При повышении уровня воды в Вадском одновременно поднимается уровень воды в ближайших озёрах и воклинах, что подтверждает версию о связи карстовых полостей между собой.
Своды подводной пещеры постепенно осыпались: ещё в 2003 году глубина в основном зале пещеры составляла 24 метра, в 2005 году — всего лишь 20,5 метров. Максимальная глубина пещеры в конце 2006 — начале 2007 года — 22,7 м, самое глубокое место находилось в правой части в вертикальной щели (см. рис.).
В первых числах апреля 2007 года произошло обрушение входа в воклину и, возможно, всей пещеры. После обрушения образовалась чаша глубиной 7 м. Возможно, что пещера в каком-то виде сохранилась, но вход найти не удалось: вода пробивается сквозь дно, потоки поднимают сильную илистую муть. Вскоре после обрушения начала открываться заваленная в прошлом веке различным мусором вторая воклина. По состоянию на начало марта 2011 года на месте первой воклины водой промыло проход в грот (или то, что от него осталось), но из-за его узости внутрь возможно только заглянуть.

## Флора
Озеро является сильно заросшим. Основу флоры Вада составляет (согласно исследованиям Г. А. Кондрашкиной): тростник — в приозёрных зарослях, уруть, роголистник, водяная сосенка, харовые водоросли.
Обитают в том числе и редкие виды: заникеллия болотная (Zannichellia palustris), лютик волосолистный, камыш Табернемонтана, частуха Лёзеля.

## Фауна
В конце XIX века, по словам Н. Варпаховского, в озере обитали: плотва, язь, линь, голец. При этом исследователь был удивлён тому, что, несмотря на смешение речных и озёрных видов рыб, в Ваде отсутствуют карась, окунь, ёрш, щука.
В настоящее время в Вадском обитают: карп, карась, верховка, окунь, щука, плотва, толстолобик, амур.
На озере гнездится чомга, причём Вад является одним из трёх озёр, на котором эта птица охраняется вместе со средой обитания, черношейная поганка, лебеди, а также крачка белокрылая.

## Промышленность
В 80-х годах XX века из озера добывался сапропель, однако, вследствие негативного влияния на экологическую обстановку, добыча была прекращена.
Ниже плотины был организован каскад прудов (карпятники) для разведения рыбы. Они используются и по сей день. Многие туристы приезжают в село на рыбалку.

## Место отдыха
Озеро Вадское весьма популярно среди любителей дайвинга и фри-дайвинга, которые совершают погружения в воклину и прилегающий грот. Также озеро достаточно популярно среди рыбаков и подводных охотников. В 2005 году на берегу озера открылась гостиница и дайв-центр «Вадской».

## Галерея

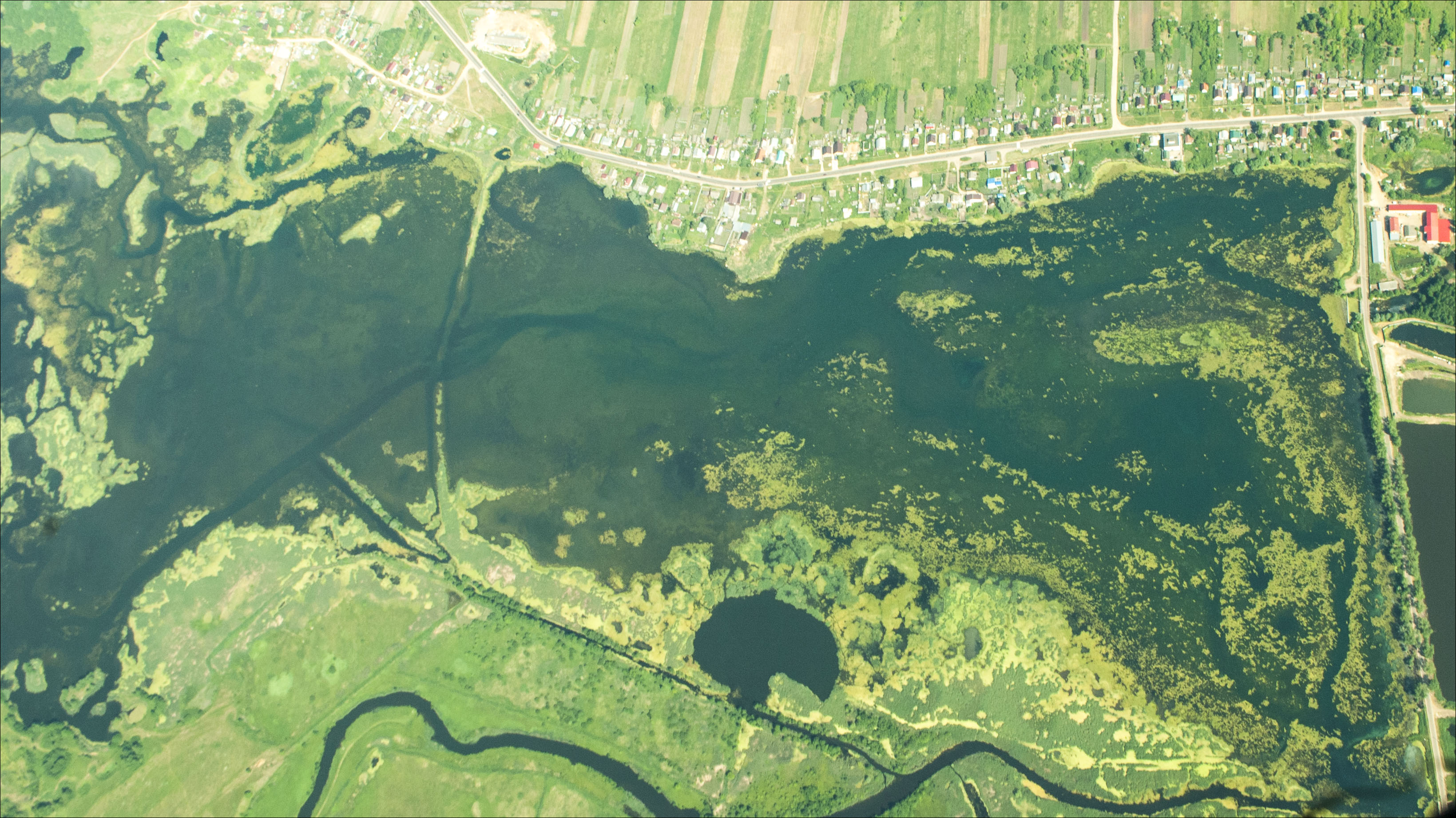
Озеро Вадское Аэрофотосъёмка с 2500 м
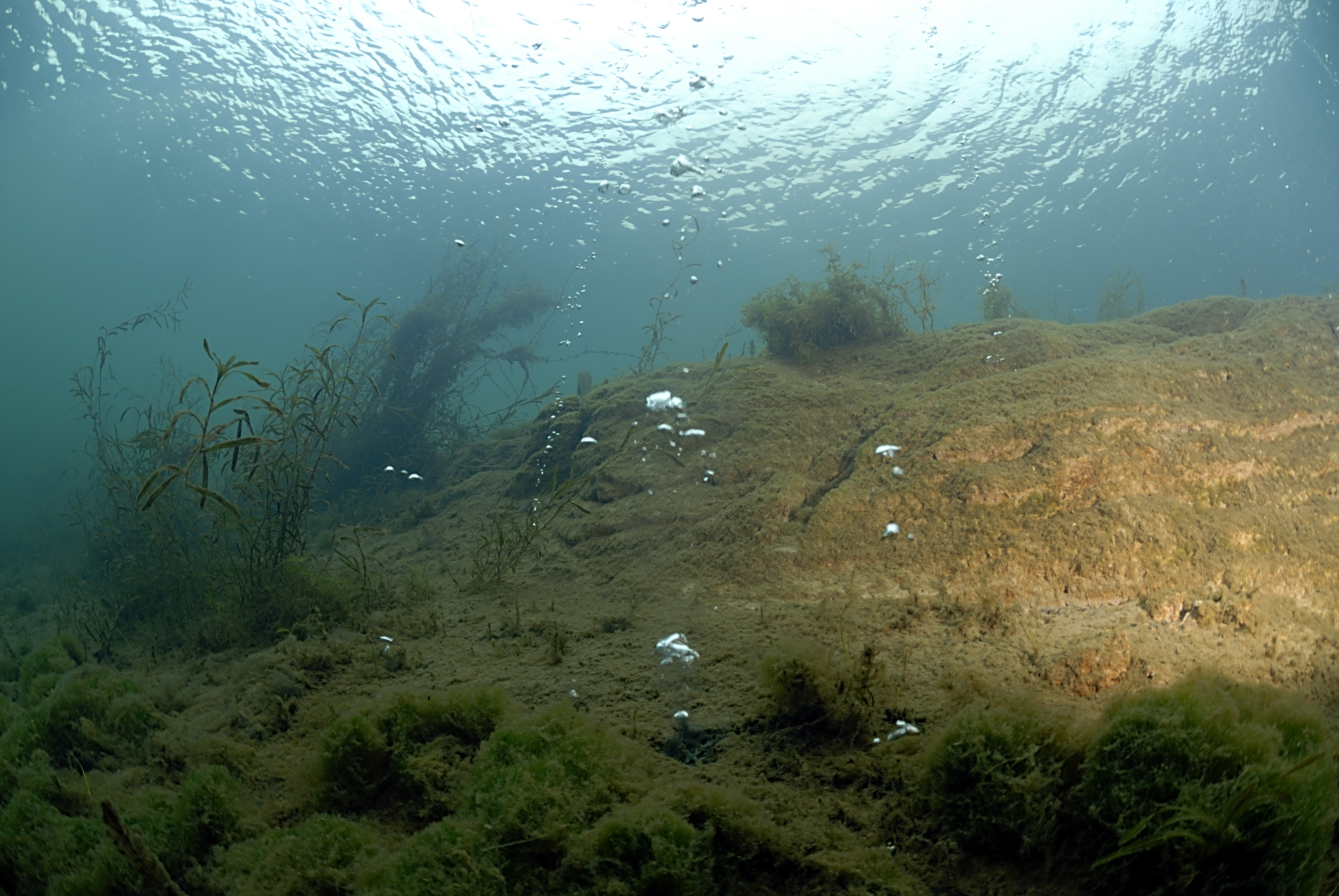
Подводный мир озера
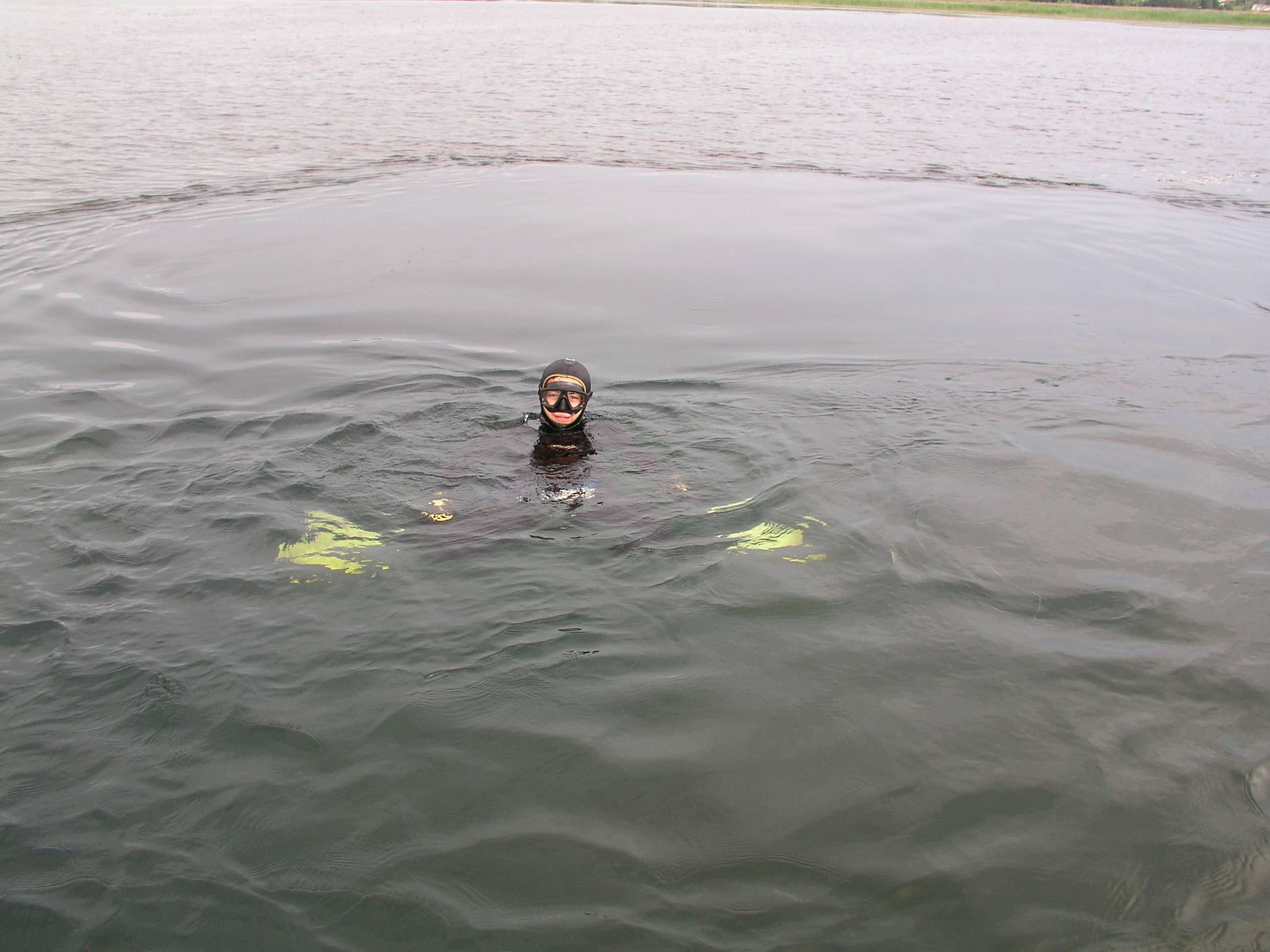
Апноистка в центре выходящего из воклины потока
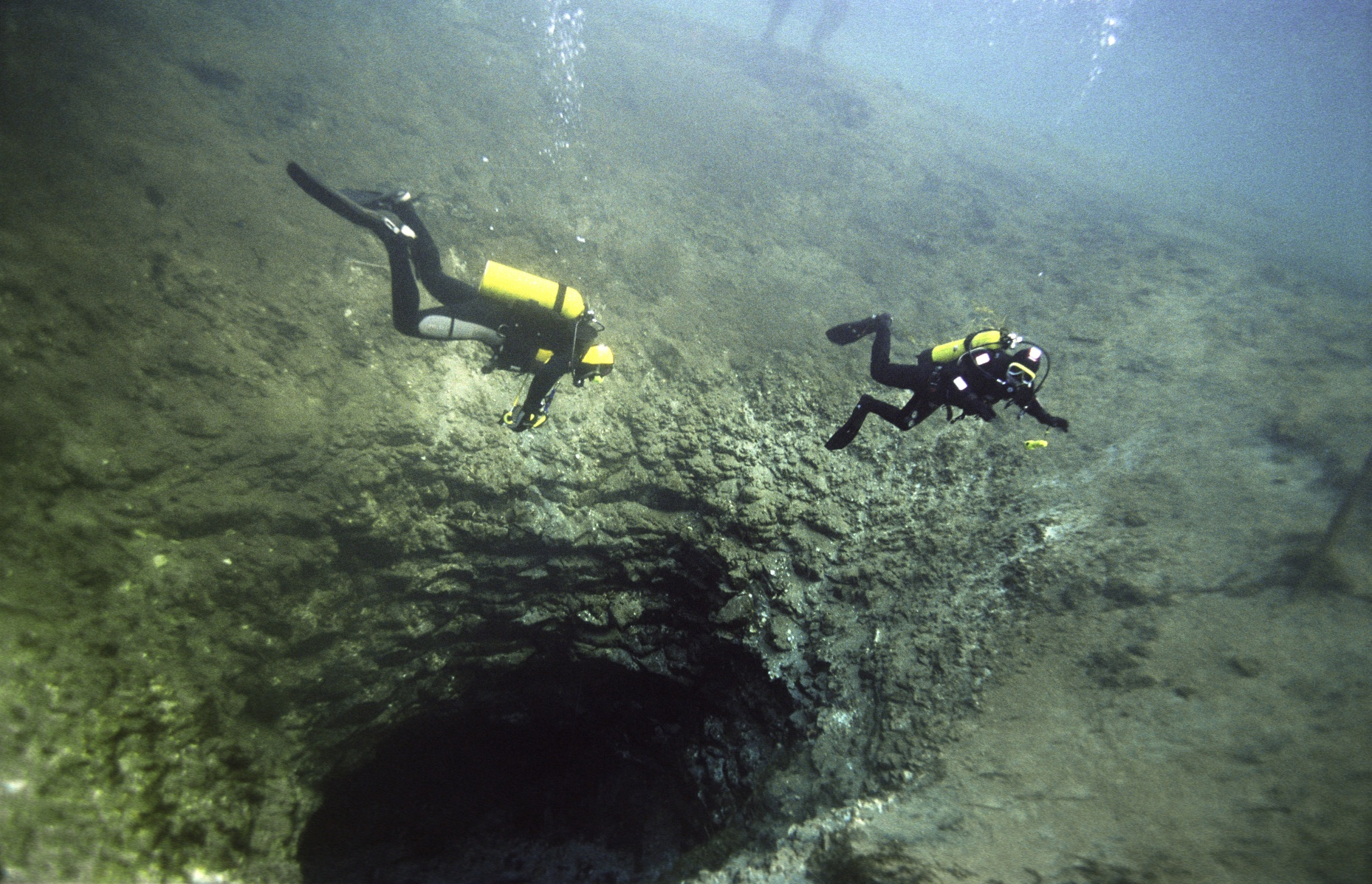
Воклина
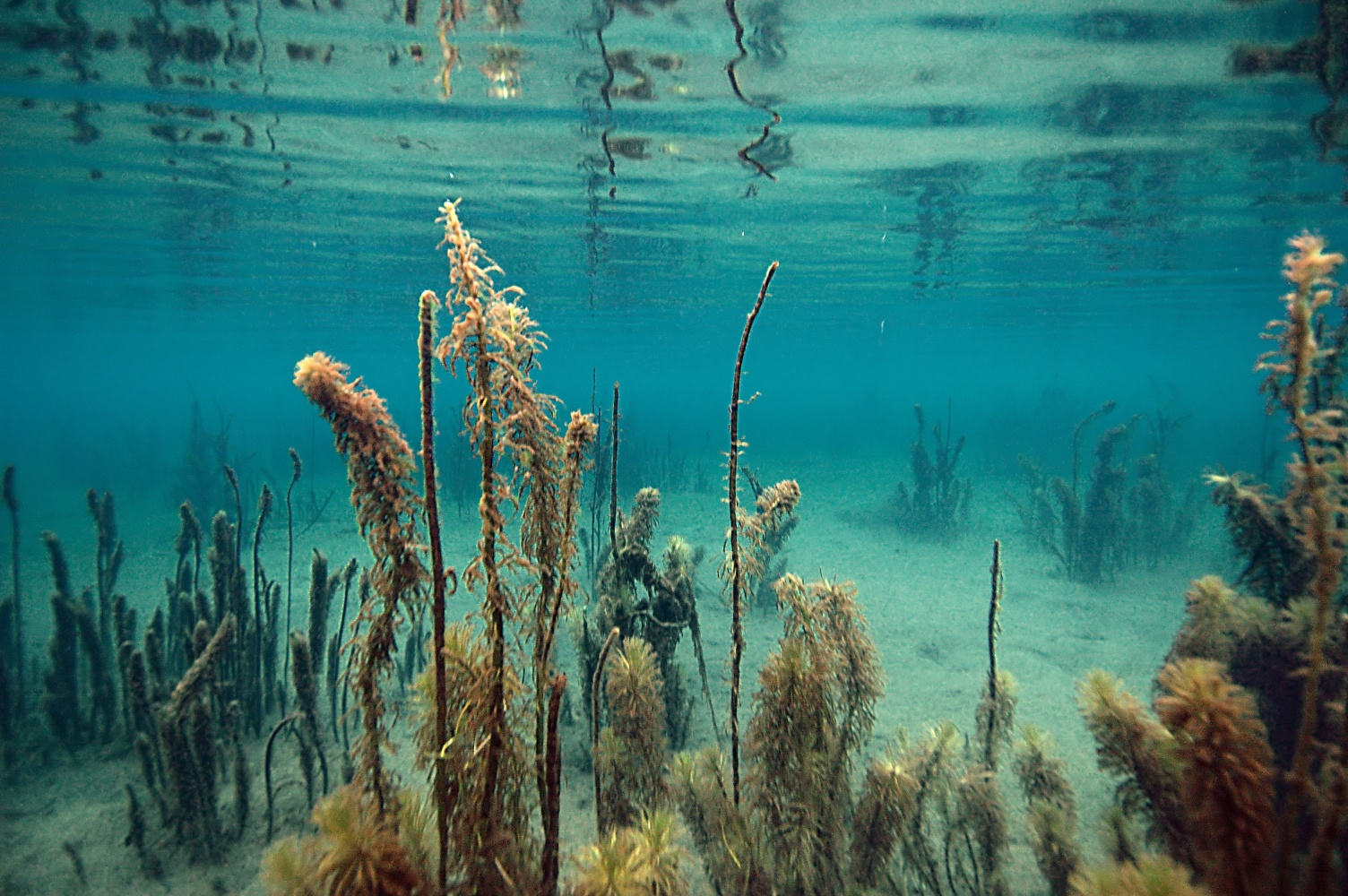
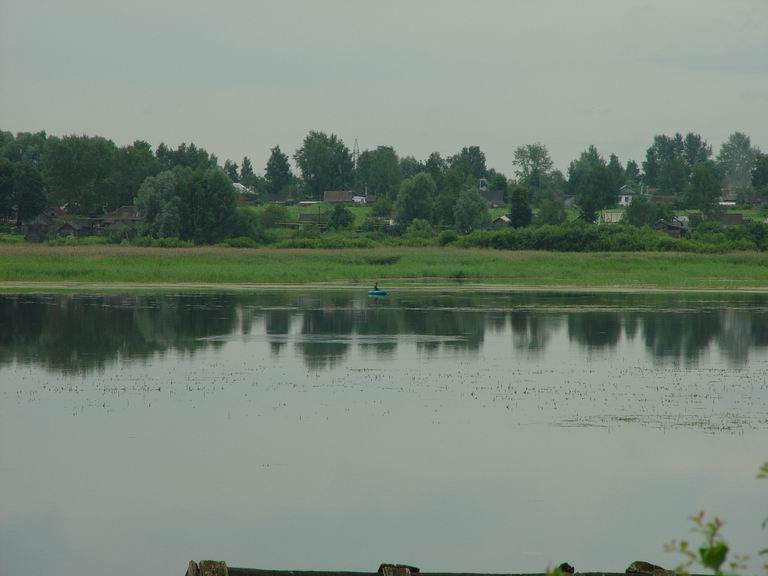
Озеро Вад. В центре снимка видна «линза», образуемая потоком, выходящим из пещеры (фото О. Истратовой)
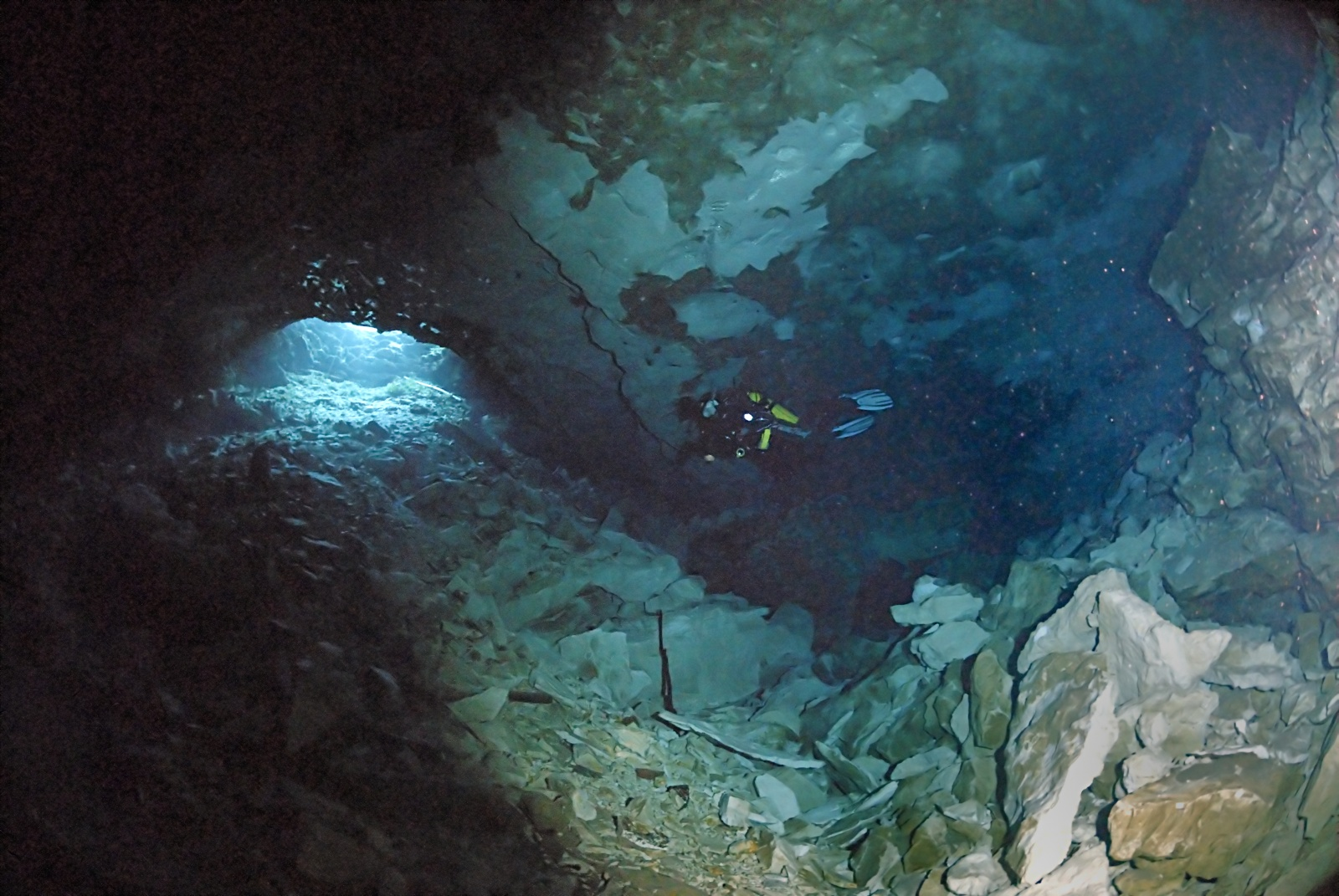
Зал пещеры, виден выход (фото М. Ведёхина)
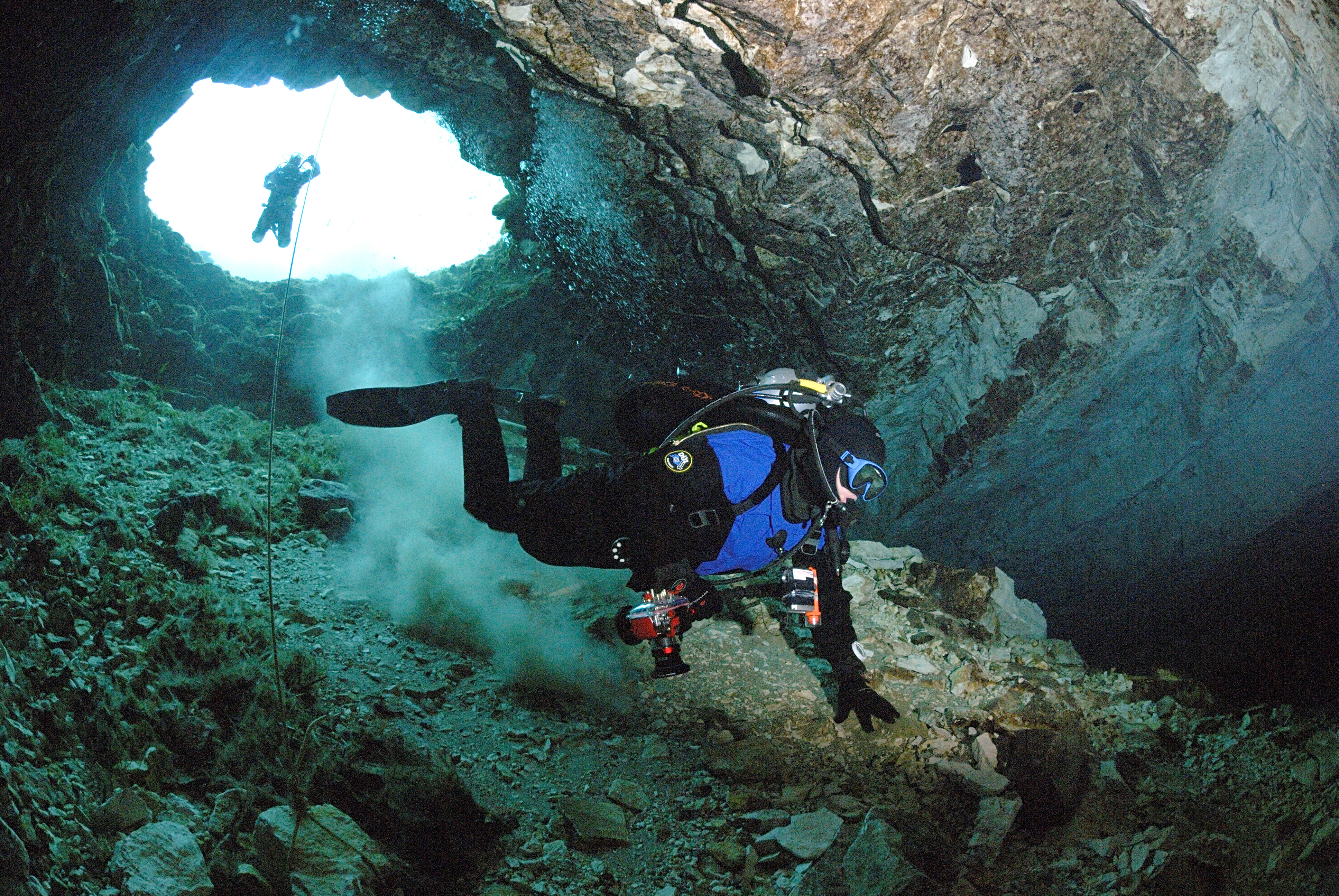
Вход в пещеру. На снимке видно, как ил сразу же выносится течением наружу
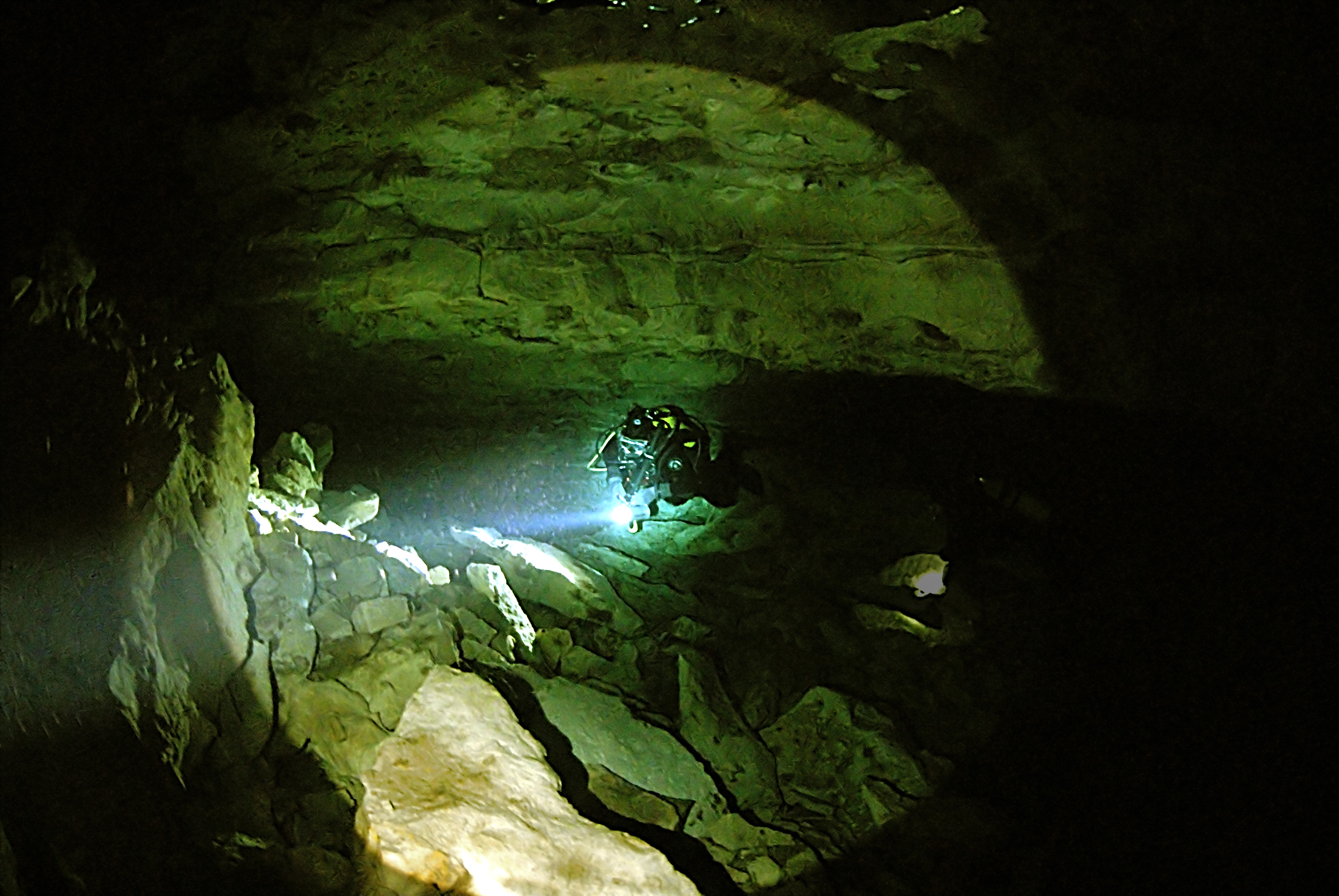
Дальняя стена
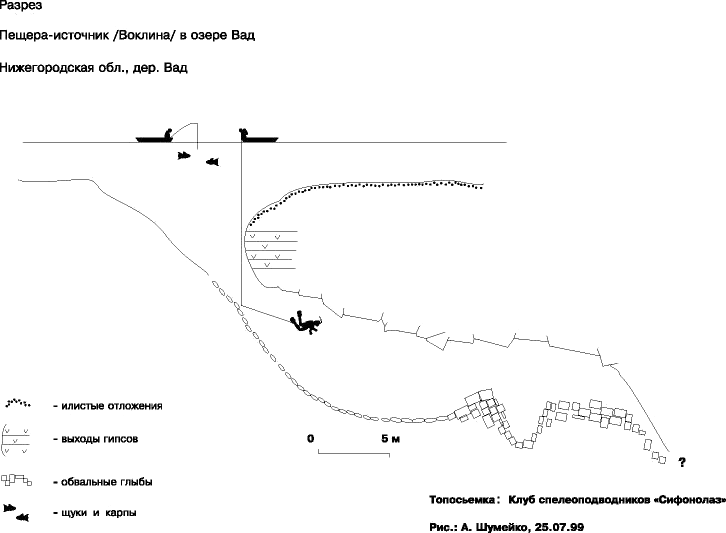
Схема пещеры в озере Вад. (рис. Андрея Шумейко)
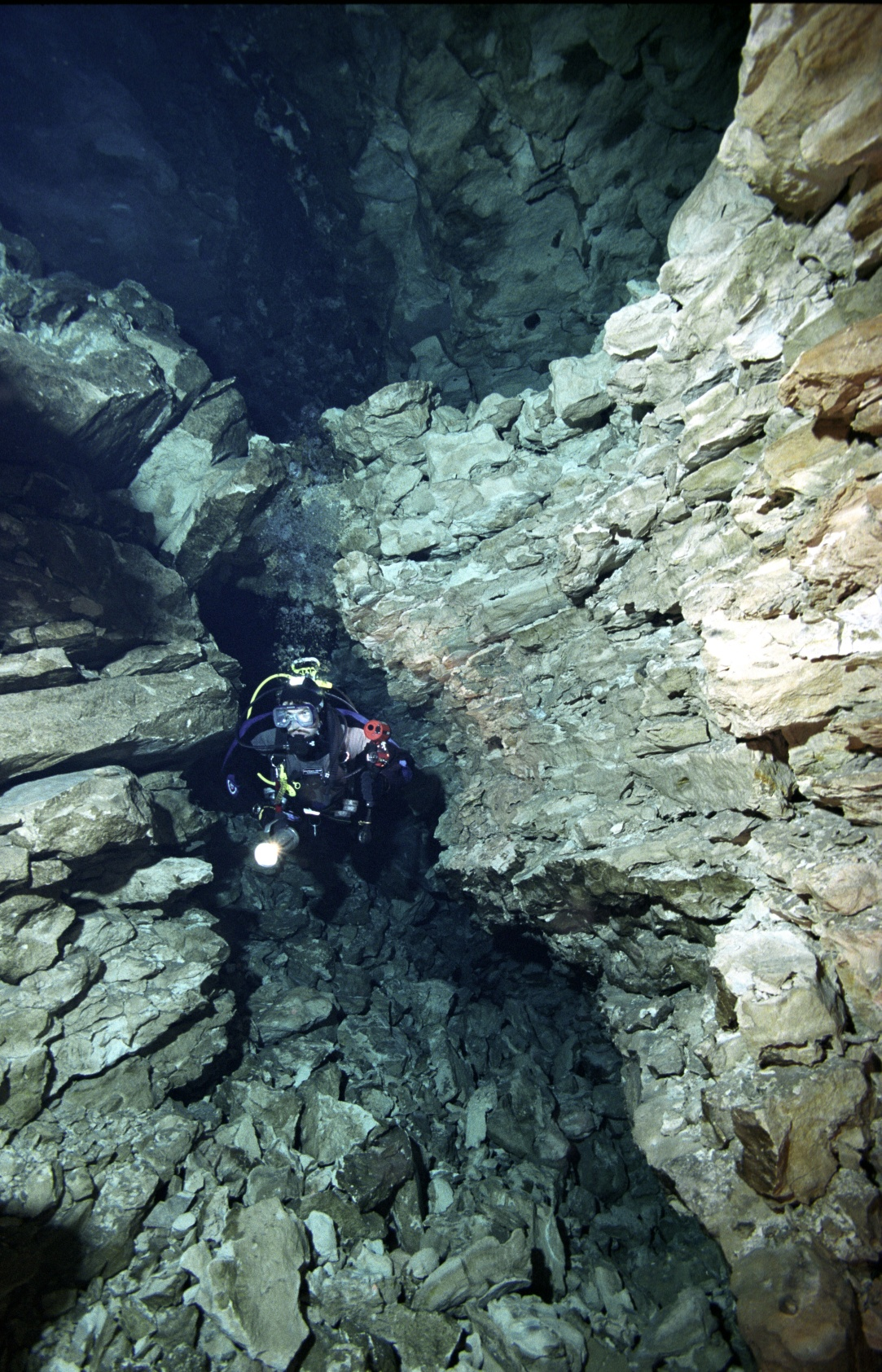
Арка в пещере. (обвалилась в 2004 году)